# Mistrzostwa Europy w Lekkoatletyce 1978 – bieg na 400 m przez płotki kobiet

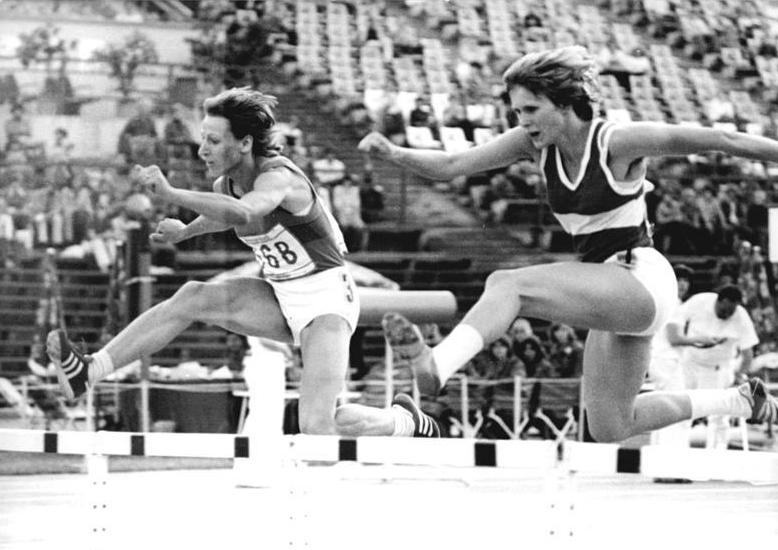
Karin Roßley (z prawej) i Anita Weiß

Bieg na dystansie 400 metrów przez płotki kobiet był jedną z konkurencji rozgrywanych podczas XII mistrzostw Europy w Pradze. Konkurencję tę rozegrano po raz pierwszy na mistrzostwach Europy. Biegi eliminacyjne zostały rozegrane 1 września, a biegi półfinałowe i bieg finałowy 2 września 1978 roku. Zwyciężczynią tej konkurencji została reprezentantka Związku Radzieckiego Tatjana Zielencowa, która w finale ustanowiła rekord świata czasem 54,89 s. W rywalizacji wzięło udział dwadzieścia osiem zawodnicezk z siedemnastu reprezentacji.

## Rekordy
| Rekord świata | Tatjana Zielencowa (SUN) | 55,31 | Podolsk, ZSRR | 19.08.1978 |
| Rekord Europy | Tatjana Zielencowa (SUN) | 55,31 | Podolsk, ZSRR | 19.08.1978 |

## Wyniki

### Eliminacje
Rozegrano cztery biegi eliminacyjne. Do półfinałów awansowały po cztery najlepsze zawodniczki każdego biegu eliminacyjnego (Q).
Bieg 1
| Miejsce | Zawodniczka         | Czas    | Uwagi |
| ------- | ------------------- | ------- | ----- |
| 1       | Brigitte Kohn       | 56,83   | Q     |
| 2       | Krystyna Kacperczyk | 57,18   | Q     |
| 3       | Erika Weinstein     | 57,56   | Q     |
| 4       | Mary Appleby        | 57,66   | Q     |
| 5       | Éva Mohácsi         | 59,61   |       |
| 6       | Rosa Colorado       | 59,76   |       |
| 7       | Kristianne Staut    | 1:08,51 |       |

Bieg 2
| Miejsce | Zawodniczka       | Czas    | Uwagi |
| ------- | ----------------- | ------- | ----- |
| 1       | Silvia Hollmann   | 57,50   | Q     |
| 2       | Karin Roßley      | 58,07   | Q     |
| 3       | Hilde Fredriksen  | 58,12   | Q NJR |
| 4       | Ingrīda Barkāne   | 58,29   | Q     |
| 5       | Doina Badescu     | 59,72   |       |
| 6       | Wilma Hillen      | 59,97   |       |
| 7       | Kamila Jozefíková | 1:00,61 |       |

Bieg 3
| Miejsce | Zawodniczka      | Czas    | Uwagi |
| ------- | ---------------- | ------- | ----- |
| 1       | Liz Sutherland   | 57,61   | Q     |
| 2       | Marina Makiejewa | 57,66   | Q     |
| 3       | Lea Alaerts      | 57,74   | Q     |
| 4       | Genowefa Błaszak | 58,11   | Q     |
| 5       | Anne Aren        | 59,32   |       |
| 6       | Montserrat Pujol | 1:00,21 |       |
| 7       | Dana Wildová     | 1:00,97 |       |

Bieg 4
| Miejsce | Zawodniczka        | Czas    | Uwagi |
| ------- | ------------------ | ------- | ----- |
| 1       | Anita Weiß         | 56,19   | Q     |
| 2       | Tatjana Zielencowa | 56,44   | Q     |
| 3       | Anne Michel        | 58,19   | Q     |
| 4       | Swilenka Filipowa  | 58,31   | Q     |
| 5       | Danièle Lairloup   | 58,47   |       |
| 6       | Lisbeth Helbling   | 58,57   |       |
| 7       | Hana Slámová       | 1:00,77 |       |

### Półfinały
Rozegrano dwa półfinały. Do finału awansowały po cztery najlepsze zawodniczki każdego biegu półfinałowego (Q).
Półfinał 1
| Miejsce | Zawodniczka         | Czas  | Uwagi |
| ------- | ------------------- | ----- | ----- |
| 1       | Silvia Hollmann     | 56,08 | Q     |
| 2       | Anita Weiß          | 56,19 | Q     |
| 3       | Krystyna Kacperczyk | 56,20 | Q     |
| 4       | Karin Roßley        | 56,27 | Q     |
| 5       | Mary Appleby        | 57,36 |       |
| 6       | Marina Makiejewa    | 57,49 |       |
| 7       | Lea Alaerts         | 57,68 |       |
| –       | Swilenka Filipowa   | DNF   |       |

Półfinał 2
| Miejsce | Zawodniczka        | Czas    | Uwagi |
| ------- | ------------------ | ------- | ----- |
| 1       | Tatjana Zielencowa | 55,89   | Q     |
| 2       | Ingrīda Barkāne    | 56,32   | Q     |
| 3       | Brigitte Kohn      | 56,55   | Q     |
| 4       | Genowefa Błaszak   | 56,67   | Q     |
| 5       | Erika Weinstein    | 57,22   |       |
| 6       | Hilde Fredriksen   | 58,35   |       |
| 7       | Anne Michel        | 58,67   |       |
| 8       | Liz Sutherland     | 1:02,83 |       |

### Finał
| Miejsce | Zawodniczka         | Czas  | Uwagi |
| ------- | ------------------- | ----- | ----- |
| 1       | Tatjana Zielencowa  | 54,89 | WR    |
| 2       | Silvia Hollmann     | 55,14 | NR    |
| 3       | Karin Roßley        | 55,36 | NR    |
| 4       | Brigitte Kohn       | 55,46 |       |
| 5       | Krystyna Kacperczyk | 55,55 | NR    |
| 6       | Anita Weiß          | 55,63 |       |
| 7       | Ingrīda Barkāne     | 55,97 |       |
| 8       | Genowefa Błaszak    | 57,72 |       |